# Куадрос
Куадрос (ісп. Cuadros) — муніципалітет в Іспанії, у складі автономної спільноти Кастилія-і-Леон, у провінції Леон. Населення — 1980 осіб (2010).
Муніципалітет розташований на відстані близько 300 км на північний захід від Мадрида, 12 км на північний захід від Леона.
На території муніципалітету розташовані такі населені пункти: (дані про населення за 2010 рік)
- Кабанільяс: 35 осіб
- Кампо-і-Сантібаньєс: 444 особи
- Каскантес: 86 осіб
- Куадрос: 385 осіб
- Лоренсана: 834 особи
- Ла-Сека: 155 осіб
- Вальсемана: 41 особа

## Демографія
Динаміка населення (INE ):